# Ginástica nos Jogos Olímpicos de Verão de 2000
A ginástica nos Jogos Olímpicos de Verão de 2000 foi realizada em Sydney, na Austrália. Pela primeira vez disputou-se a ginástica de trampolim, com as provas masculina e feminina. Também disputou-se a ginástica artística e a ginástica rítmica, totalizando três diferentes disciplinas. Os eventos de ginástica artística e de trampolim foram disputados no Sydney SuperDome e a ginástica rítmica no Pavilhão 3 do Parque Olímpico de Sydney.

## Eventos
Quatorze conjuntos de medalhas foram concedidas nos seguintes eventos:
| Ginástica artística - Individual geral masculino - Equipes masculino - Solo masculino - Barra fixa masculino - Barras paralelas masculino - Cavalo com alças masculino - Argolas masculino - Salto sobre a mesa masculino - Individual geral feminino - Equipes feminino - Trave feminino - Solo feminino - Barras assimétricas feminino - Salto sobre a mesa feminino | Ginástica rítmica Dois conjuntos de medalhas foram concedidas nos seguintes eventos: - Individual geral feminino - Grupos feminino Ginástica de trampolim Dois conjuntos de medalhas foram concedidas nos seguintes eventos: - Individual masculino - Individual feminino |

## Medalhistas

### Artística
Masculino
| Evento                    | Ouro                                                                        | Prata | Bronze                                                                                                  |
| ------------------------- | --------------------------------------------------------------------------- | --- | --- |
| Equipes detalhes          | Huang Xu Li Xiaopeng Xiao Junfeng Xing Aowei Yang Wei Zheng Lihui CHN China | Oleksandr Beresh Valeri Goncharov Ruslan Mezentsev Valeri Pereshkura Oleksandr Svetlichny Roman Zozulia UKR Ucrânia | Maxim Alechine Alexei Bondarenko Dmitri Drevin Nikolai Kryukov Alexei Nemov Yevgeni Podgorny RUS Rússia |
| Individual geral detalhes | Alexei Nemov RUS Rússia                                                     | Yang Wei CHN China                                                                                                  | Oleksandr Beresh UKR Ucrânia                                                                            |
| Salto detalhes            | Gervasio Deferr ESP Espanha                                                 | Alexei Bondarenko RUS Rússia                                                                                        | Leszek Blanik POL Polônia                                                                               |
| Solo detalhes             | Igors Vihrovs LAT Letônia                                                   | Alexei Nemov RUS Rússia                                                                                             | Jordan Jovtchev BUL Bulgária                                                                            |
| Cavalo com alças detalhes | Marius Urzică ROU Romênia                                                   | Eric Poujade FRA França                                                                                             | Alexei Nemov RUS Rússia                                                                                 |
| Barras paralelas detalhes | Li Xiaopeng CHN China                                                       | Lee Joo-Hyung KOR Coreia do Sul                                                                                     | Alexei Nemov RUS Rússia                                                                                 |
| Argolas detalhes          | Szilveszter Csollány HUN Hungria                                            | Dimosthenis Tampakos GRE Grécia                                                                                     | Jordan Jovtchev BUL Bulgária                                                                            |
| Barra fixa detalhes       | Alexei Nemov RUS Rússia                                                     | Benjamin Varonian FRA França                                                                                        | Lee Joo-Hyung KOR Coreia do Sul                                                                         |

Feminino
| Evento                       | Ouro                                                                                                   | Prata | Bronze                                                                                                 |
| ---------------------------- | --- | --- | --- |
| Equipes detalhes             | Simona Amânar Loredana Boboc Andreea Isărescu Maria Olaru Claudia Presăcan Andreea Răducan ROU Romênia | Anna Tchepeleva Svetlana Khorkina Anastasia Kolesnikova Ekaterina Lobazniuk Elena Produnova Elena Zamolodchikova RUS Rússia | Amy Chow Jamie Dantzscher Dominique Dawes Kristin Maloney Elise Ray Tasha Schwikert USA Estados Unidos |
| Individual geral detalhes    | Simona Amânar ROU Romênia                                                                              | Maria Olaru ROU Romênia | Liu Xuan CHN China                                                                                     |
| Salto detalhes               | Elena Zamolodchikova RUS Rússia                                                                        | Andreea Răducan ROU Romênia                                                                                                 | Ekaterina Lobazniuk RUS Rússia                                                                         |
| Solo detalhes                | Elena Zamolodchikova RUS Rússia                                                                        | Svetlana Khorkina RUS Rússia                                                                                                | Simona Amânar ROU Romênia                                                                              |
| Trave detalhes               | Liu Xuan CHN China                                                                                     | Ekaterina Lobazniuk RUS Rússia                                                                                              | Elena Produnova RUS Rússia                                                                             |
| Barras assimétricas detalhes | Svetlana Khorkina RUS Rússia                                                                           | Ling Jie CHN China | Yang Yun CHN China                                                                                     |

### Rítmica
| Evento                    | Ouro | Prata                                                                                                  | Bronze |
| ------------------------- | --- | --- | --- |
| Grupos detalhes           | Irina Belova Yelena Chalamova Natalia Lavrova Mariya Netesova Vyera Shimanskaya Irina Zilber RUS Rússia | Tatyana Ananko Tatyana Belan Anna Glazkova Irina Ilyenkova Maria Lazuk Olga Puzhevich BLR Bielorrússia | Eirini Aindili Evangelia Christodoulou Maria Georgatou Zacharoula Karyami Charikleia Pantazi Anna Pollatou GRE Grécia |
| Individual geral detalhes | Yulia Barsukova RUS Rússia                                                                              | Yulia Raskina BLR Bielorrússia                                                                         | Alina Kabaeva RUS Rússia                                                                                              |

### Trampolim
| Evento             | Ouro                            | Prata                         | Bronze                     |
| ------------------ | ------------------------------- | ----------------------------- | -------------------------- |
| Masculino detalhes | Alexander Moskalenko RUS Rússia | Ji Wallace AUS Austrália      | Matheiu Turgeon CAN Canadá |
| Feminino detalhes  | Irina Karavaeva RUS Rússia      | Oksana Tsyhulyeva UKR Ucrânia | Karen Cockburn CAN Canadá  |

## Polêmicas
- Originalmente, a romena Andreea Răducan havia conquistado a medalha de ouro no individual geral da ginástica artística, mas foi desclassificada por teste positivo para pseudoefedrina, considerada dopante. O ouro foi repassado para Simona Amânar, a prata para Maria Olaru e a ginasta Liu Xuan, da China, ficou com o bronze[2][3].

- Em 26 de fevereiro de 2010, a Federação Internacional de Ginástica anunciou o cancelamento dos resultado obtidos pela chinesa Dong Fangxiao em campeonatos disputados em 1999 e 2000. Em Sydney, a ginasta conquistou a medalha de bronze por equipes na ginástica artística e a federação recomendou ao conselho do Comitê Olímpico Internacional a retida da medalha obtida pela República Popular da China. Dong não tinha idade suficiente para competir nos Jogos Olímpicos, pois na época era menor de dezesseis anos, mas foi registrada como tendo dezessete. A retirada da medalha foi confirmada em 28 de abril do mesmo ano.[4][5][6]

## Quadro de medalhas
| Ordem | País               | Medalha de ouro | Medalha de prata | Medalha de bronze |    |
| ----- | ------------------ | --------------- | ---------------- | ----------------- | -- |
| 1     | RUS Rússia         | 9               | 5                | 6                 | 20 |
| 2     | CHN China          | 3               | 2                | 2                 | 7  |
| 3     | ROU Romênia        | 3               | 2                | 1                 | 6  |
| 4     | ESP Espanha        | 1               |                  |                   | 1  |
| 4     | HUN Hungria        | 1               |                  |                   | 1  |
| 4     | LAT Letônia        | 1               |                  |                   | 1  |
| 7     | UKR Ucrânia        |                 | 2                | 1                 | 3  |
| 8     | BLR Bielorrússia   |                 | 2                |                   | 2  |
|       | FRA França         |                 | 2                |                   | 2  |
| 10    | KOR Coreia do Sul  |                 | 1                | 1                 | 2  |
|       | GRE Grécia         |                 | 1                | 1                 | 2  |
| 12    | AUS Austrália      |                 | 1                |                   | 1  |
| 13    | BUL Bulgária       |                 |                  | 2                 | 2  |
|       | CAN Canadá         |                 |                  | 2                 | 2  |
| 15    | USA Estados Unidos |                 |                  | 1                 | 1  |
|       | POL Polônia        |                 |                  | 1                 | 1  |
| TOTAL | TOTAL              | 18              | 18               | 18                | 54 |